# Spanyolország művészete
Spanyolország művészete alatt Spanyolország területének művészetét értjük a középkortól kezdve. A tulajdonképpeni spanyol művészetben rendkívül sok befolyás, arab, francia, olasz, németalföldi és német hatás érvényesül. Kifejezetten és kizárólag spanyol nemzeti sajátságokat feltüntető iskolák csak a 17. században léptek előtérbe.

## Építészet

### Középkori építészet
Az építészet terén a tiszta mór ízlés még a keresztény uralom idején is sokáig tartja magát, aminek legnagyszerűbb példája az 1179 óta épült sevillai Alcazar. 
Ezzel egyidőben a román stílusú templomépítés főleg a ciszterciták közvetítésével, francia mintaképek alapján honosodik meg. Francia és burgundi építészek, illetve építtető főpapok közreműködésével a 11. század második és a 12. század első felében keletkezik az avilai S. Pedro, a segoviai S. Millan, Zamora, Salamanca, Tarragona és a híres búcsújáróhely, Santiago de Compostela székesegyháza, Portugáliában a coimbrai katedrális. A spanyol gótikus templomokra jellemzőek a rendkívül széles középhajók, a fő- és mellékhajók csaknem egyenlő magassága, a fő- és kereszthajó találkozása felé emelt toronyszerű kupola és a szentély helyére lépő nagy kápolna (capilla mayor). 1221 óta épül a hatalmas burgosi székesegyház, melynek tornyait később, 1442-1458-ban a német Johann von Köln emelte. Szintén francia mintaképeket követnek a toledói, leoni, barcelonai székesegyházak. 1403-1506-ig építik az óriási sevillai székesegyházat, melynek öthajós szélességét kápolnasorok növelik. 
A díszítésben a mór ízlésből eredő, pazar mudéjar stílus uralkodik, és ez a csúcsíves formákkal együtt tovább él még a 16. században is (salamancai és segoviai székesegyház), noha az olasz korai reneszánsz díszítő elemei már a 15. században megjelennek.

### Reneszánsz építészet
- A platareszk stílus: a reneszánsz elemektől átitatott platereszk stílus túláradó formagazdagsága onnan kapta nevét, hogy az épületeket hatalmas és pazar ötvösművekhez teszi hasonlóvá. A szerkezeti komolyság és áttekinthetőség nem célja ennek a derűs, ünnepi építészetnek. Nagyszerű emlékei a sevillai városháza (Diego de Riaño, 1427-től), a toledói Szt. Kereszt-kórház homlokzata (1504-14), a Diego de Siloé által épített granadai és malagai székesegyház, a salamancai egyetem díszkapuja (1515-30) és a Monterey-palota.

Mindezek dekoratív gazdagságát józan szigorúság és monumentalitásra való törekvés váltotta fel azoknál az építkezéseknél, melyeket II. Fülöp spanyol király olasz mintaképek szem előtt tartásával kezdeményezett. Ennek az érett reneszánsznak legkiemelkedőbb példája a hatalmas méretű Escorial.

### Barokk építészet
- Santiago de Compostela székesegyház (1738)
- José Churriguera (1650-1723)
- guerismus: a spanyol barokk építészet végletes formavilágú irányzata, a platereszk ízlést túlhajtva, a tagokat káprázatosan szeszélyes, voluták, drapériák, szobrok gyümölcsfüzérek buja, áttekinthetetlensége (például a granadai székesegyház sekrestyéje Vasquez és Arevalotól).
- Filippo Juvara, Rodriguez (1785), Juan de Villan

### 19. század építészete
A 19. században a neo-mudéjar stílus virágzott. 

### 20. század építészete
A század kiemelkedő épületei: Barcelonában a La Sagrada Família és a Barcelona Pavilion, Tenerifén a Auditorio de Tenerife, Valenciában a Művészetek Városa, Bilbaóban a Guggenheim Múzeum.
Az organikus építészet meghatározó egyénisége: Antonio Gaudí i Cornet (1852-1926) katalán építész.

## Festészet

### Középkori festészet
A spanyol festészet legrégibb emlékei a leoni S. Isdoro mennyezetfreskói a 12. században.

### Reneszánsz és barokk festészet
A romanizmus neve alatt foglalható össze az Andalúziában működő Pedro de Campaíea, Luis de Vargas, Pablo de Cespedes, Francisco Pacheco, továbbá a kasztíliai Luis de Morales, Fernandez Navarrete (el Mudo), a portugál származású arcképfestő, Uonso Sanchez Coelo és Bartolomé Gonzalez művészete. 
Habár a vallásos elragadtatásnak és rajongó aszkétizmusnak ábrázolásában a sajátosan spanyol szellem már az eddigiek folyamán is megnyilatkozott, a nemzeti jellegű festészetet csak a 16. század utolsó évtizedei hozták meg. A Toledóban működő El Greco görög származású létére és velencei iskolázottsága mellett is a spanyol vallási kultúra látomásos erejű kifejezője. Ő nyitotta meg a spanyol festészet 17. századi fénykorát. 
Valenciában mélyen nemzeti művész Francisco Ribalta, akinek vallásossága és naturalizmusa a Nápolyba szakadt Riberában teljesedik ki. 
Egyébként a festészet terén Sevillának jut a vezető szerep, ahol Juan de Ruelas († 1625), Pablo Legote († 1671 körül), id. Francisco de Herrera (1576-1656) és a művészeti irodalom terén is működő, már említett Francisco Pacheco (1571-1654) dolgoztak. Az utóbbi kettőnek iskolájából került ki Velázquez, a spanyol festészet történetének legnagyobb egyénisége, akinek sokoldalú művészetében a nemzet lelki alkata csodálatos mélységű- és általánosan emberi érvényű kifejezésre talált. Legszerencsésebb követője Juan Bautista Martinez del Llazo († 1667), míg udvari festői tisztében Carreio lett utóda. A sevillai iskola többi nagy mestere Zurbaran Juan de Valdés Leal és Murillo. A 17. századi andalúziai festészet képét egészítik ki a granadai születésű Alonso Cano és Juan de Sevilla (1643–1695), valamint a córdobai Antonio del Castillo (1616-1668). 
Már Murillo művészetében bizonyos elernyedés jelei mutatkoznak és utána, egészen a 18. század utolsó negyedéig, a spanyol festészet nem is tud nagyobb egyéniséget felmutatni. Ekkor lép fel Goya, akinek merészen egyéni művészete az egész 19. századi európai festészetnek egyik alappillére.

### 19. század festészete
A klasszicizmus és romantika festői általában Párizsban és Rómában tanultak és művészetükben kevés önállóságot mutattak. David klasszicizmusát követi José de Madrazo, míg a romantikus történelmi festészet fő képviselői Francisco Pradilla (1847-1921), José Casado del Alsal (1832-1887), José Benllure V Gil (s 1855), Luis Alvarez (1841-1901). Kivált mint életképfestőnek volt nagy hatása I^ ortunynak. A realizmus követői Judlo Romero de Torres és Zuloaga.

### 20. század festészete
A legmodernebb irányok egészen egyéni jelensége Pablo Picasso festészete.

## Szobrászat

### Középkori szobrászat
A szobrászat a középkorban gyakran fogadott be külföldi hatásokat, azonban dekorativitásban mindenkor megőrizte spanyol jellegét. A székesegyházak homlokzatai különleges munkaalkalmat nyújtottak. A 15. századi gótikus szobrászat remekei a zaragozai, tarragonai katedrálisok főoltárai.

### Reneszánsz szobrászat
A 16. századi udvari építészmesterek mellett jelentős szerep jut az udvar által felfogadott szobrászoknak is (Leone és Domenico Fancelfi). Az érett reneszánsz nagy mesterei, Gaspar Becs Juni és Jeronimo Hernandez, főleg Michelangelo befolyása alatt dolgoztak.

### Barokk szobrászat
- Estofado-szobrászat: 17. század, Valladolidliáu Nandes (1636), Montaűez (1649), Mena.
- A valószerűségre törekvést mutatják Zarcillo szoborcsoportjai.

## Külső hivatkozások
- Szigetvári-Szattinger Krisztián: Képes spanyol építészettörténet - Hetedhéthatár